# Manhattan Beach (Oregon)
Manhattan Beach az Amerikai Egyesült Államok északnyugati részén, Oregon állam Tillamook megyéjében, a U.S. Route 101 mentén és az azonos nevű park közelében elhelyezkedő elhelyezkedő önkormányzat nélküli település.
1912-ben itt volt a Pacific Railway and Navigation Company egy állomása. A posta 1914 és 1975 között működött.

## Fordítás
- Ez a szócikk részben vagy egészben  a   Manhattan Beach, Oregon című angol Wikipédia-szócikk ezen változatának fordításán alapul.  Az eredeti cikk szerkesztőit annak laptörténete sorolja fel. Ez a jelzés csupán a megfogalmazás eredetét és a szerzői jogokat jelzi, nem szolgál a cikkben szereplő információk forrásmegjelöléseként.